# Malouma
Malouma Mint Moktar Ould Meidah —en àrab المعلومة منت الميداح, al-Maʿūma mint al-Mīdāḥ—, coneguda simplement com a Malouma o Maalouma (Mederdra, 1 d'octubre de 1960) és una cantant, compositora i política mauritana.
Criada al sud-oest del país per pares versats en la música tradicional mauritana, va fer la seva primera presentació musical als dotze anys i, poc després, va aparèixer en concerts ja com a solista. La seva primera cançó, «Habibi Habeytou», criticava durament la manera en què les dones eren tractades pels seus marits i, encara que va tenir un èxit immediat, va causar una resposta negativa per part de les classes tradicionals dominants. Després de ser obligada a casar-se quan era adolescent, Malouma va haver de deixar la música fins al 1986. Va desenvolupar un estil únic que combinava la música tradicional amb el blues, el jazz i l'electro. Va fer aparicions en televisió amb cançons que tractaven temes molt controvertits, com la vida conjugal, la pobresa i la desigualtat, i a principis dels anys 90 va ser censurada a Mauritània, però va començar a actuar a l'estranger a finals de la dècada. Després que la prohibició fos aixecada, va rellançar la seva carrera musical i discogràfica i va guanyar popularitat, particularment entre les generacions més joves. El seu quart àlbum, Knou (2014), inclou lletres que expressen els seus punts de vista sobre els drets humans i el lloc de les dones en la societat.
A més de l'aportació del seu cant, Malouma també ha lluitat per protegir la música del seu país instant al govern a que creés una escola de música, formant la seva pròpia fundació en defensa de l'herència musical i organitzant el seu propi festival de música. També ha estat activa en la política des dels anys 90, quan va començar una campanya per més democràcia. Va ser triada senadora el 2007, la primera política de la seva casta, però a l'any següent va ser arrestada després d'un cop d'estat. Quan el 2009 va tornar a haver-hi eleccions, es va convertir en senadora representant a Ech-Choura, un partit opositor, on va tenir responsabilitats especials envers el medi ambient. Això va portar al fet que el 2011 fos nomenada ambaixadora de bona voluntat de la Unió Internacional per a la Conservació de la Natura, representant a l'Àfrica Central i Occidental. Al desembre de 2014, va anunciar que deixaria l'oposició per unir-se al partit governant, Unió per la República, perquè sentia que aquesta era la manera més efectiva per contribuir al progrés del país. El seu treball ha estat reconegut pels francesos, que la van condecorar el 2013 com a Cavaller de l'Orde de la Legió d'Honor i pels nord-americans, l'ambaixador dels quals a Mauritània li va lliurar el premi Dona mauritana de Coratge, el 2015.

## Primers anys
Malouma va néixer a Mederdra, a la regió de Trarza, en el sud-oest de Mauritània, l'1 d'octubre de 1960, l'any que el país es va independitzar de França. Filla d'una família griot, va créixer a Charatt, un petit poblat desèrtic situat al sud de Mederdra, a l'Àfrica Occidental. El seu pare, Mokhtar Ould Meidah, era un conegut cantant, poeta i intèrpret del tidinit, mentre que al seu avi, Mohamed Yahya Ould Boubane, se'l recorda com un talentós escriptor i virtuós del tidinit. La seva mare també venia d'una família de coneguts cantants tradicionals i va ser ella qui li va ensenyar, quan tenia sis anys, a tocar l'ardin, una arpa de deu cordes que per tradició només poden interpretar les dones.
Aquí els artistes tradicionalment lloen les tribus governants i als emirs. Quan vaig voler crear un nou tipus de música més apropiada per a una Mauritània moderna, vaig pensar en canviar les lletres. En els meus textos, el meu compromís és educar a la gent. 
Malouma va començar la seva educació en escola primària de Mederdra el 1965. El 1974, va obtenir el títol de mestra de primària a la ciutat de Rosso, fronterera amb el Senegal. D'acord amb les tradicions del seu país, aquells de la família Meidah estan obligats a prosseguir amb l'art dels seus ancestres. Com a resultat, va haver d'abandonar l'aspiració de desenvolupar-se com a mestre. Els membres de cada casta només poden casar-se amb altres membres de la mateixa casta i la societat sencera es divideix per castes política, econòmica i cultural. Moure's fora d'una casta particular està prohibit. Malouma va aprendre a tocar els instruments de corda tradicionals que només poden tocar les dones, especialment l'arpa ardin, i el seu pare li va ensenyar sobre música tradicional mauritana. Com tenia un gust musical variat, Malouma va créixer escoltant obres clàssiques d'artistes occidentals com Beethoven, Chopin, Mozart, Vivaldi i Wagner, així com música tradicional berber, egípcia, libanesa i senegalesa. Sovint acompanyava els seus pares quan cantaven griots tradicionals.
Malouma va començar a cantar de nena, va fer la primera representació en un escenari quan tenia dotze anys i va començar a aparèixer en concerts solistes amb un repertori tradicional als quinze. A més de l'orientació del seu pare, es va inspirar en artistes tradicionals entre els quals s'incloïen Umm-Kulthum, Abdel Halim Hafez, Fairouz, Dimi Mint Abba i Sabah. A mesura que creixia, es mostrava cada vegada més interessada en la música blues, se sentia atreta per la seva similitud amb la música tradicional que coneixia. Va escriure la seva primera cançó, «Habibi Habeytou» («Estimat, et vaig estimar») quan tenia setze anys. Era una cançó de protesta davant la tradició que tenien els homes que feien fora de casa les seves dones per casar-se amb d'altres més joves. La cançó li va atorgar reconeixement instantani, però va provocar una reacció negativa que va esdevenir en atacs físics per part de la comunitat musulmana establerta. Poc després d'haver-la escrit, la família es va mudar a Nouakchott, la capital, per ajudar-la a llançar la seva carrera musical però, en una societat fortament tradicional, Malouma es va veure obligada a casar-se i abandonar el cant fins a finals dels anys 80. Més endavant el seu pare la va acusar d'haver-li arruïnat la reputació. A més de les crítiques que rebia per les seves cançons, havia deshonrat la seva família al divorciar-se en dues ocasions: el primer marit havia estat imposat a la força, mentre que el segon venia d'una família noble i no li permetia cantar. Tot i això, després d'escoltar una de les seves cançons, el seu pare va comentar: «Has creat una cosa nova i ho trobo commovedor. Per desgracia, no viuré prou com per poder-te protegir».

## Carrera musical
La primera gran presentació de Malouma va ser l'any 1986, quan va revelar el seu estil de fusió, que combinava interpretacions tradicionals amb elements més moderns del blues, jazz i electro. Les primeres cançons, «Habibi habeytou», «Cyam ezzaman tijri» i «Awdhu Billah», que abordaven obertament temes d'amor, la vida conjugal i les desigualtats entre l'home i la dona, contrastaven de manera considerable amb el que era acceptable al seu país. No obstant, van tenir un fort atractiu popular, especialment en dones joves. Malouma va desenvolupar com enfocar-les de manera acurada, barrejant temes tradicionals amb el repertori i instrumentació de la música popular moderna. Les composicions es basaven en poetes àrabs clàssics com Al-Mutanabbi i Antarah ibn Shaddad, els versos tractaven crítiques polítiques, sacrificis personals i suport als dèbils i oprimits. També va utilitzar temes tradicionals mauritans i modernitzar tant les lletres com la presentació musical.

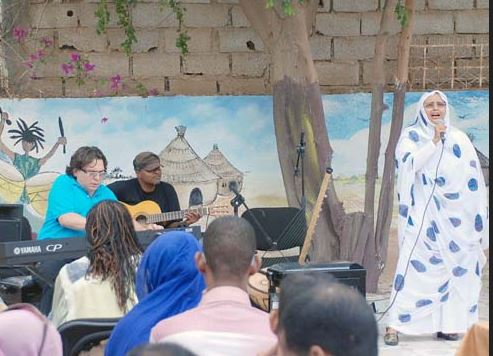
Mike Del Ferro i Malouma en un recital a l'ambaixada dels Estats Units per a estudiants de la Universitat de Nouakchott

Des d'un principi, Malouma va cantar en una gran varietat d'idiomes, entre els quals s'incloïen l'àrab, el hassania (àrab de Mauritània), el francès i el wòlof. En cantar en diferents idiomes buscava difondre el seu missatge a una major audiència. No va trigar gaire fins a aparèixer per la televisió al costat de la seva germana, Emienh, i el seu germà, Arafat, que era instrumentista. El seu estil era controvertit, especialment després de la publicació de la seva cançó «Habibi Habeytou» i una aparició al Festival Internacional de Cartago de 1988 a Tunísia, on es va referir a problemes socials que no eren acceptables a Mauritània, com la pobresa, la desigualtat i les malalties. La participació en aquest esdeveniment la va portar a una posterior aparició en canals àrabs transmesos via satèl·lit. Malouma es va tornar coneguda a nivell nacional i una de les artistes més demanades fins que va fer una cançó, el 1991 sobre la llibertat d'expressió. Després d'haver escrit cançons que promovien els drets de les dones i que desafiaven l'apartheid, per aquesta cançó se li va prohibir fer aparicions en televisió i ràdio, donar concerts, i fins i tot se li va llevar el dret de residència permanent. No va fer cap concert durant molt de temps, però a finals dels anys 90 va començar a cantar en altres països africans, a Europa i als Estats Units. A pesar d'haver guanyat gran audiència i seguiment entre la gent, Malouma va ser perseguida tant per autoritats morals com per governs autoritaris, i la seva música completament prohibida fins a l'any 2003, quan un grup de 10.000 persones es va enfrontar al president Maaouiya Ould Sid'Ahmed Taya i li va demanar que cancel·lés la prohibició. Algunes de les restriccions es van mantenir fins l'enderrocament del règim d'Ould Taya el 2005.
Els griots tradicionals són cançons de lloança, però Malouma va utilitzar la veu per cantar en contra dels matrimonis infantils, la discriminació ètnica i racial, l'esclavitud i d'altres problemes que afrontava un país a mig camí entre el món àrab i l'Àfrica, el seu, Mauritània. També va cantar sobre l'analfabetisme, la conscienciació de la sida i en suport a la vacunació infantil.

### Grups i àlbums
| Bendir i djembé |  | Bendir i djembé |
| Bendir i djembé |  |                 |

El primer àlbum internacional de Malouma, Desert of Eden (Desert de l'Edèn), es va publicar per la discogràfica Shanachie Records el 1998. Durant la producció, Malouma va notar que es van treure els elements tradicionals i com a resultat semblava un «pop electrònic insípid»; de totes maneres, l'àlbum va rebre bones crítiques per part de JazzTimes. A principis dels anys 2000, va començar a treballar al costat d'un grup anomenat Sahel Hawl Blues, format per deu joves músics mauritans de diversos orígens ètnics, i que demostrava el seu desig per superar les diferències racials. En fer això, va ser capaç d'estendre la música basada en els instruments tradicionals de corda dels magribís per incloure els ritmes de percussió del djembé, la darbuka i el bendir. Liderat per Hadradmy Ould Meidah, el grup va donar suport al seu desig de modernitzar la música tradicional per fer-la més accessible al món en general. Van sortir de gira el 2004 i el 2005, i van col·laborar amb ella en el seu segon àlbum, Dunya (Vida), que buscava recuperar la seva herència musical. Produït per Marabi Records el 2003, l'àlbum tenia dotze cançons on es conjugaven arpes, llaüts i tambors de pell amb guitarres elèctriques i baixos, i gèneres tradicionals com el serbat amb el jazz.
El següent àlbum de Malouma, Nour (Llum), va sortir a França el 8 de març de 2007 per celebrar el Dia Internacional de la Dona. Produït per Marabi/Harmonia Mundi, presentava una variada barreja de música que anava des de cançons de bressol fins a música de ball. La veu de Malouma rebia el suport de quinze músics d'estudi amb varietat d'instruments tradicionals i electrònics. Les ressenyes van ser ambivalents, però el setembre de 2007 el CD va ocupar la posició catorzena en la llista musical World Music Charts Europe.
Després d'un temps de pausa en la música per dedicar-se a la política, Malouma va rellançar la seva carrera el 5 d'octubre de 2014. Vestida amb una toga blava, va presentar el seu nou àlbum Knou, en un esdeveniment especial en el qual va pujar a l'escenari per primera vegada des de la seva elecció com a senadora set anys enrere. Va escollir el nom Knou per una dansa que acostumen a ballar les dones de la Mauritània occidental. L'àlbum s'enfocava en melodies de ball tradicionals, però unia a les generacions amb alguns girs moderns; amb un estil que unia els ritmes del jazz, rock i reggae amb cançons tradicionals, va aconseguir una recepció positiva de la crítica.

### Festivals musicals
Les aparicions en festivals de música han format part de la carrera de Malouma contínuament. La primera participació en un festival internacional va ser en el de Cartago, a la ciutat de Tunis, el 1988, amb bastant èxit. Va tornar als escenaris a l'agost de 2003, en aparèixer al Festival de les Músiques Mestisses d'Angulema, França, on va combinar música tradicional magrebí amb un enfocament més modern dels seus temes de l'àlbum Dunya. No només va ser seleccionada «artista de l'any», sinó que va rebre el sobrenom de «Diva des Sables» (Diva de les Sorres). L'èxit va continuar a l'octubre del mateix any a la World Music Expo de Sevilla, Espanya, on un jurat la va triar com a artista destacada. Un dels moments més memorables del Festival de les Músiques Mestisses d'Angulema va ser la representació del tema «Mreïmida»; la cançó també es va popularitzar durant el Festival de Música Nòmada de 2004 a Nouakchott, Mauritània, on va poder actuar després que s'hagués aixecat la prohibició. Va aparèixer al costat d'una altra estrella femenina mauritana, Dimi Mint Abba, i acompanyades pel pianista francès Jean-Philippe Rykiel amb un sintetitzador.
Malouma va començar una gira pels Estats Units el 2005 amb actuacions a Ann Arbor, Chicago, Boston, Cambridge i Lafayette (pel Festival Internacional de Louisiana), i que va finalitzar a la ciutat de Nova York. Dos anys més tard, va participar en el 32è Paleo Festival a Nyon, Suïssa, enfocat en músics d'Àfrica del Nord. També va actuar en l'edició de 2010 del Førde International Folk Music Festival, realitzat a Forde, Noruega, sota el tema de «llibertat i opressió». El 2012, al Festival International des Arts de l'Ahaggar, a Abalessa, Algèria, va ser triada com una de les tres grans finalistes i va rebre l'aprovació pel balanç dels instruments i veus, la composició i els seus dos vocalistes de suport. L'actuació que va fer el 2013 al festival World of Music, Arts and Dance (WOMAD), a Wiltshire, Anglaterra incloïa un esdeveniment anomenat «Prova el món», on els artistes no només cantaven, sinó que preparaven un plat del seu país. Els pastissets de xai que va preparar, anomenats murtabak, van ser un dels plats destacat del festival, que permetia una trobada personal i directe de l'artista amb la gent de l'auditori. La segona aparició en l'escenari de l'esdeveniment també li va portar a Malouma grans elogis per l'adopció de música moderna. El 2014 va participar en el festival Arabesques de Montpeller, França, i al festival Rhizomes de París.

## Carrera política
Malouma, oficialment Malouma Meidah, va iniciar-se en la política com a membre del partit opositor el 1992, en donar discursos contra les dictadures i a favor de la democràcia. El 2007, les considerades primeres eleccions justes i lliures al país, va ser escollida senadora de Mauritània, una de les sis dones senadores d'una legislatura de 56 membres. També es va convertir en la primera persona de la casta griot de músics en implicar-se en política. Poc temps després, es va realitzar un cop d'Estat a Mauritània, el 2008, que va enderrocar a Sidi Uld Cheij Abdallahi, el primer cap d'Estat electe per democràcia. Malouma va escriure cançons criticant el cop i els rebels la van arrestar, i van requisar milers de cassets i discos de les gravacions. Després del cop, el líder, Mohammad Uld Abdelaziz, va permetre que se celebressin unes noves eleccions; el juliol de 2009, Uld Abdelaziz va resultar guanyador de l'elecció presidencial, mentre que a les eleccions al Senat, un terç dels seus membres s'afrontaven a reeleccions. El grup opositor al parlament, anomenat Ech-Choura, del que Malouma era Primera Secretària, es constituí per 12 membres dels 56 del Senat després de l'elecció de 2009. Malouma també va participar en el Grup Parlamentari pel Medi Ambient i com a segona Secretària del Comitè de Relacions Exteriors, Defensa i Forces Armades.
Podeu dir-me que sóc una cantant política, és el que sóc, així que no em molesta...
I després, també sóc ambaixadora per a la conservació de la natura. 
Va anunciar a l'abril de 2014 que sentia que ja no podia continuar amb la seva lluita per la democràcia, encara que volia seguir amb el suport a causes culturals i ambientals. Tanmateix, les lletres de l'àlbum Knou incloïen al·lusions a les seves causes polítiques prioritàries: la igualtat i els drets per a tothom, el lloc de la dona en la societat i l'educació per als joves, totes causes sota amenaça, així com la protecció del medi ambient. En referir al seu rol polític com a senadora del partit opositor Agrupació de les Forces Democràtiques, l'agost de 2014 va comentar: «Utilitzo la meva presència i temps de parlar a la cambra per estendre l'efecte dels meus textos i cançons. Sempre que em trobo amb ministres o personalitats importants, els recordo el que la gent espera d'ells». També va continuar donant la seva opinió sobre problemes com Palestina i la guerra iraquiana. En una conferència de premsa el 16 de desembre de 2014, Malouma va anunciar que deixava el partit de l'oposició per unir-se al partit governant, Unió per la República, amb l'argument que d'aquesta manera podria participar de manera efectiva en construir Mauritània darrere de les polítiques del líder al poder, Abdelaziz.

## Medi ambient i cultura
A més de la seva carrera musical i activisme polític, Malouma també està compromesa en projectes tant de protecció ambiental com de preservació cultural.

### Activisme ambiental
Malouma va formar part d'un projecte, el 2009, que buscava reubicar a 9000 famílies que vivien en barris pobres dels afores de ciutats, a zones de l'interior demanant que, per raons de salut, primer havien de fer-se millores a la infraestructura. L'agost de 2011, la Unió Internacional per a la Conservació de la Natura va designar-la com a ambaixadora de bona voluntat en representació de l'Àfrica Central i Occidental, on desenvoluparia tasques envers augmentar la consciència sobre problemes ambientals, amb l'objectiu de presentar solucions sostenibles. En el seu nomenament, va comentar: «Estic encantada amb la confiança que la UICN ha dipositat en mi. És un gran honor i m'esforçaré per complir amb aquesta gran responsabilitat». El setembre de 2012, es va presentar en un concert durant el Congrés Mundial de la Natura de la UICN, a l'illa de Jeju, a Corea del Sud.

### Preservació cultural
Com a resultat del sistema de castes a Mauritània, el desenvolupament de la música tradicional només el duen unes poques famílies i es troba amenaçada per una cultura tancada, amb un suport molt delimitat. Com les famílies no tenen medis per preservar la seva música o gravar-la, les creacions sovint s'obliden per l'absència de membres de la família interessats en assegurar la seva subsistència. La situació s'agreuja més perquè les normes que prohibeixen rebre suport fora de l'àmbit familiar. Malouma, preocupada que les tradicions musicals del país s'estaven perdent, el 2006 va demanar al govern que creés una escola per preservar l'herència musical mauritana i també va presentar una petició al Senat. El 2011, va crear la Fundació Malouma en suport de la preservació de l'herència musical del país. La fundació busca protegir i preservar les arrels musicals àrabs, africanes i berbers de Mauritània i, amb aquesta finalitat, recopila i guarda música de tot el país tant per a cuidar-la com per a posar-la a l'abast per a altres usos, com l'educació. Preocupada des de feia temps que les tradicions musicals magrebís del seu país estaven sent reemplaçades per la música maliana i marroquina, preferides per les generacions més joves, va crear el 2014 el Festival de Música Mauritana.
Quan va produir Nour el 2007, va col·laborar amb el pintor Sidi Yahia buscant crear imatges visuals per il·lustrar les cançons de l'àlbum. El resultat de l'empresa conjunta van ser onze pintures, i Malouma i Yahia van presentar un debat cultural sobre les seves obres titulat «regarder la musique, écouter la peinture?» («veure la música, escoltar la pintura?»). El 2013, es va fer una exhibició d'un mes de durada que mostrava les pintures i la música que les havia inspirat en una galeria de Nouakchott. El 2015, després de rebre una beca del Fons Àrab per a les Arts i la Cultura, Malouma va convèncer a diversos músics perquè col·laboressin amb artistes en gravar la seva música, un projecte que pretenia recopilar la música de sis artistes i produir un àlbum amb les seves obres. Malouma va continuar amb la pressió per a una escola musical, encara que això requeriria sobreposar-se als tabús existents sobre les restriccions familiars pel que fa al llegat musical.

## Premis i reconeixements

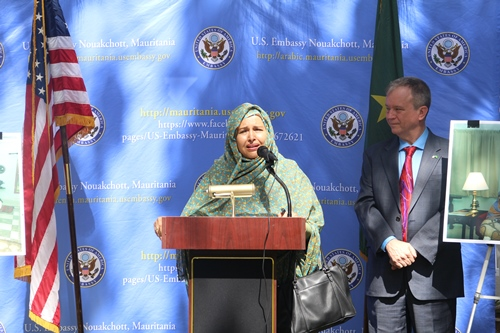
Malouma Meidah en la recollida del premi Dona mauritana de Coratge (2015)

Malouma va ser triada pel jurat com una de les artistes destacades de la World Music Expo de 2003 i dos anys després, el musicòleg de la BBC Charlie Gillett la va incloure en la seva compilació en disc compacte Favorite Sounds of the World. Aquest mateix any, N'Diaye Cheikh, un cineasta maurità, va produir amb Mosaic Films un documental sobre ella, titulat Malouma, diva des sables (Malouma, diva de les sorres), que va guanyar en la categoria de millor documental en el Festival international du film d'quartier (FIFQ) de Dakar, Senegal, i un premi de distinció al Festival International de Programmes Audiovisuels (FIPA) de 2007, a Biarritz. El 2008, en els BBC Radio 3 Awards for World Music va quedar en segon lloc en la categoria de música de l'Orient Mitjà i Àfrica del Nord i la comunitat d'artistes griot mauritans també l'ha aclamat, anomenant-la com la «primera compositora de Mauritània».
Malouma va ser condecorada el 2013 com a Cavallera de la Legió d'Honor per Hervé Besancenot, ambaixador francès en representació del president de França Nicolas Sarkozy. El 20 de gener de 2015, Malouma, «cantant del poble i senadora» de Mauritània va ser honrada per l'ambaixador nord-americà Larry André, en un dinar al qual van assistir nombrosos líders, especialment dones, de la societat civil del país. Es va lliurar a Malouma el premi «Dona mauritana de Coratge» i l'ambaixador va fer notar el seu «excepcional coratge i lideratge advocant pels drets humans, les dones, la igualtat de gènere i l'harmonia entre les tradicions culturals de Mauritània».

## Obra seleccionada
- 1998, Desert of Eden (àlbum), una barreja de sons africans occidentals i àrabs-berbers, publicat a Occident.[65]
- 2003, Dunya, un àlbum amb dotze cançons, gravat per la discogràfica Marabi de Nouakchott. És una barreja de blues, rock, i melodies tradicionals mauritanes i indi-pakistaneses, totes cantades en àrab hassania.[7][8]
- 2007, Nour, un àlbum de dotze cançons, gravat per la discogràfica Marabi durant la seva estada a Angulema el 2003 i amb el suport de l'organitzador del festival Christian Mousset. És una col·lecció de ritmes de ball que inclouen guitarres elèctriques però sense els elements tradicionals del Magreb.[7][10]
- 2014, Knou (àlbum), és una col·lecció de temes pop ètnic entreteixits per instruments tradicionals, com els llaüts tidinit i les arpes ardin.[66]